# Metro Aéreo de Bangkok
El Metro Aéreo de Bangkok (en tailandés: รถไฟฟ้า, fonética: [rót-fai-fá]), también llamado Skytrain y denominado oficialmente BTS (siglas de Bangkok Mass Transit System, en tailandés บีทีเอส, fonética: [biː-tiː-et]) es un transporte público ferroviario elevado de Bangkok, Tailandia, que se extiende hasta las provincias de Samut Prakan y Pathum Thani. Es operado por la compañía Bangkok Mass Transit System Public Company Limited, del conglomerado privado BTS Group Holdings Public Company Limited.
Fue inaugurado el 5 de diciembre de 1999 (después de un retraso debido a la crisis asiática de 1997) con dos líneas separadas de la red subterránea del metro (MRT): la Línea Sukhumvit (verde claro) y la Línea Silom (verde oscuro). En enero de 2021 se añadió al sistema la Línea Oro (Gold Line).
Si bien el sitio oficial del servicio BTS menciona en "estructura y estaciones" solamente las líneas Sukhumvit y Silom como parte de la red del Metro Aéreo, la Gold Line también es operada por Bangkok Mass Transit System Public Company Limited (subsidiaria de BTS Group Holding PCL) y es un metro elevado. En tanto, las líneas Amarilla y Rosa del metro MRT son monorrieles elevados operados por Northern Bangkok Monorail Company Limited y Eastern Bangkok Monorail Company Limited (también subsidiarias de BTS Group Holdings PCL) aunque funcionan con una concesión de la compañía estatal Mass Rapid Transit Authority of Thailand (MRTA), bajo la órbita del Ministerio de Transporte de Tailandia, al igual que el resto de la red del metro de la capital tailandesa.
En el período entre abril de 2017 y marzo de 2018 el sistema BTS transportó a 241 millones de pasajeros, lo que representó un crecimiento sostenido anual desde el período 2011/2012, cuando transportó 145 millones de pasajeros. Tras una disminución en coincidencia con las restricciones por la pandemia de COVID-19, entre abril de 2023 y marzo de 2024 transportó 194,4 millones de pasajeros (sin incluir la Línea Oro).
Las líneas Sukhumvit y Silom utilizan trenes eléctricos suministrados por Siemens y conducidos manualmente. La Línea Oro utiliza Automated People Mover (APM), trenes automatizados Innovia (fabricados por Alstom) con ruedas de neumáticos. Las estaciones y las vías están construidas sobre estructuras de hormigón, en un viaducto de 9 metros de ancho y a 12 metros del nivel de la calle.
Las líneas utilizan los grandes ejes de carreteras de la capital. El BTS tiene estaciones de conexión con el Metro de Bangkok, con el tren elevado Airport Rail Link en la estación Phaya Thai (que sirve de enlace ferroviario al aeropuerto Suvarnabhumi) y con las lanchas colectivas del río Chao Phraya (Chao Phraya Express Boat) y de los canales navegables. 
Las tarifas varían de acuerdo a la distancia de recorrido (en función de la cantidad de estaciones a recorrer) y se venden tarjetas magnéticas en distribuidores automáticos válidas para un solo viaje, pases de una jornada completa y tarjetas especiales llamadas Rabbit Card para estudiantes (Student Rabbit) y adultos mayores (Senior Rabbit).
Los Centros de Información Turística funcionan de 8 a 20 en las estaciones Saphan Taksin, Phaya Thai y Siam.

## Red del Metro Aéreo

### Líneas
El Metro Aéreo de Bangkok cuenta con tres líneas operacionales:
| Línea | Línea         | Terminales                   | Apertura | Longitud          | Estaciones | Tipo                 |
| ----- | ------------- | ---------------------------- | -------- | ----------------- | ---------- | -------------------- |
|       | BTS Sukhumvit | Khu Khot - Kheka             | 1999     | 54,3 km (33,7 mi) | 47         | Tren elevado         |
|       | BTS Silom     | National Stadium - Bang Wa   | 1999     | 14 km (8,7 mi)    | 14         | Tren elevado         |
|       | MRL Oro       | Krung Thon Buri - Khlong San | 2020     | 1,8 km (1,1 mi)   | 3          | People Mover elevado |

### Estaciones

#### Línea Sukhumvit
La línea BTS Sukhumvit (verde claro) tiene 47 estaciones operativas (una de ellas de intercambio, Siam) y un trazado total de 51,1 kilómetros.

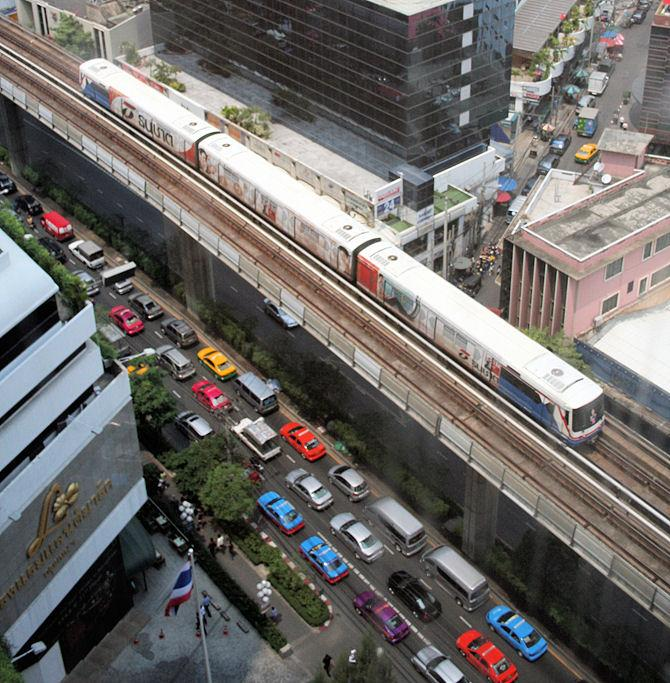
Un tren de BTS Sukhumvit cerca de la estación Nana.

| Código | Estación                    | Nombre en tailandés | Correspondencias                               | Distrito            | Provincia    |
| ------ | --------------------------- | ------------------- | ---------------------------------------------- | ------------------- | ------------ |
| N24    | Khu Khot                    | คูคต                 |                                                | Lam Luk Ka          | Pathum Thani |
| N23    | Yaek Kor Por Aor            | แยก คปอ.            |                                                | Don Mueang          | Bangkok      |
| N22    | Royal Thai Air Force Museum | พิพิธภัณฑ์กองทัพอากาศ    |                                                | Don Mueang          | Bangkok      |
| N21    | Bhumibol Adulyadej Hospital | โรงพยาบาลภูมิพลอดุลเดช |                                                | Don Mueang          | Bangkok      |
| N20    | Saphan Mai                  | สะพานใหม่            |                                                | Bang Khen           | Bangkok      |
| N19    | Sai Yud                     | สายหยุด              |                                                | Bang Khen           | Bangkok      |
| N18    | Phahonyothin 59             | พหลโยธิน 59          |                                                | Bang Khen           | Bangkok      |
| N17    | Wat Phra Sri Mahathat       | วัดพระศรีมหาธาตุ       | Metro MRT Línea Rosa                           | Bang Khen           | Bangkok      |
| N16    | 11th Infantry Regiment      | กรมทหารราบที่ 11      |                                                | Bang Khen           | Bangkok      |
| N15    | Bang Bua                    | บางบัว               |                                                | Chatuchak           | Bangkok      |
| N14    | Royal Forest Department     | กรมป่าไม้             |                                                | Chatuchak           | Bangkok      |
| N13    | Kasetsart University        | มหาวิทยาลัยเกษตรศาสตร์ |                                                | Chatuchak           | Bangkok      |
| N12    | Sena Nikhorn                | เสนานิคม             |                                                | Chatuchak           | Bangkok      |
| N11    | Ratchayothin                | รัชโยธิน              |                                                | Chatuchak           | Bangkok      |
| N10    | Phahonyothin 24             | พหลโยธิน 24          |                                                | Chatuchak           | Bangkok      |
| N9     | Ha Yaek Lat Phrao           | ห้าแยกลาดพร้าว        | Metro MRT Línea Azul (estación Phahon Yothin)  | Chatuchak           | Bangkok      |
| N8     | Mo Chit                     | หมอชิต               | Metro MRT Línea Azul (estación Chatuchak Park) | Chatuchak           | Bangkok      |
| N7     | Saphan Khwai                | สะพานควาย           |                                                | Phaya Thai          | Bangkok      |
| N6     | Senaruam (prevista)         |                     |                                                | Phaya Thai          | Bangkok      |
| N5     | Ari                         | อารีย์                |                                                | Phaya Thai          | Bangkok      |
| N4     | Sanam Pao                   | สนามเปา                    |                                                | Phaya Thai          | Bangkok      |
| N3     | Victory Monument            | อนุสาวรีย์ชัยสมรภูมิ      |                                                | Ratchathewi         | Bangkok      |
| N2     | Phaya Thai                  | พญาไท               | Airport Rail Link                              | Ratchathewi         | Bangkok      |
| N1     | Ratchathewi                 | ราชเทวี              |                                                | Ratchathewi         | Bangkok      |
| CEN    | Siam                        | สยาม                | Metro Aéreo BTS Silom                          | Pathum Wan          | Bangkok      |
| E1     | Chit Lom                    | ชิดลม                |                                                | Pathum Wan          | Bangkok      |
| E2     | Phloen Chit                 | เพลินจิต              |                                                | Pathum Wan          | Bangkok      |
| E3     | Nana                        | นานา                |                                                | Watthana            | Bangkok      |
| E4     | Asok                        | อโศก                | Metro MRT Línea Azul (estación Sukhumvit)      | Watthana            | Bangkok      |
| E5     | Phrom Phong                 | พร้อมพงษ์             |                                                | Khlong Toei         | Bangkok      |
| E6     | Thong Lo                    | ทองหล่อ              |                                                | Khlong Toei         | Bangkok      |
| E7     | Ekkamai                     | เอกมัย               |                                                | Khlong Toei         | Bangkok      |
| E8     | Phra Khanong                | พระโขนง             |                                                | Khlong Toei         | Bangkok      |
| E9     | On Nut                      | อ่อนนุช               |                                                | Khlong Toei         | Bangkok      |
| E10    | Bang Chack                  | บางจาก              |                                                | Phra Khanong        | Bangkok      |
| E11    | Punnawithi                  | ปุณณวิถี               |                                                | Phra Khanong        | Bangkok      |
| E12    | Udom Shuk                   | อุดมสุข               |                                                | Bang Na             | Bangkok      |
| E13    | Bang Na                     | บางนา               |                                                | Bang Na             | Bangkok      |
| E14    | Bearing                     | แบริ่ง                |                                                | Bang Na             | Bangkok      |
| E15    | Samrong                     | สำโรง               | Metro MRT Línea Amarilla                       | Mueang Samut Prakan | Samut Prakan |
| E16    | Pu Chao                     | ปู่เจ้า                |                                                | Mueang Samut Prakan | Samut Prakan |
| E17    | Chang Erawan                | ช้างเอราวัณ           |                                                | Mueang Samut Prakan | Samut Prakan |
| E18    | Royal Thai Naval Academy    | โรงเรียนนายเรือ       |                                                | Mueang Samut Prakan | Samut Prakan |
| E19    | Pak Nam                     | ปากน้ำ               |                                                | Mueang Samut Prakan | Samut Prakan |
| E20    | Srinagarindra               | ศรีนครินทร์            |                                                | Mueang Samut Prakan | Samut Prakan |
| E21    | Phraek Sa                   | แพรกษา              |                                                | Mueang Samut Prakan | Samut Prakan |
| E22    | Sai Luat                    | สายลวด              |                                                | Mueang Samut Prakan | Samut Prakan |
| E23    | Kheha                       | เคหะฯ               |                                                | Mueang Samut Prakan | Samut Prakan |

#### Línea Silom
La línea BTS Silom (verde oscuro) tiene 14 estaciones (una de ellas de intercambio, Siam) y un trazado total de 14,2 kilómetros.

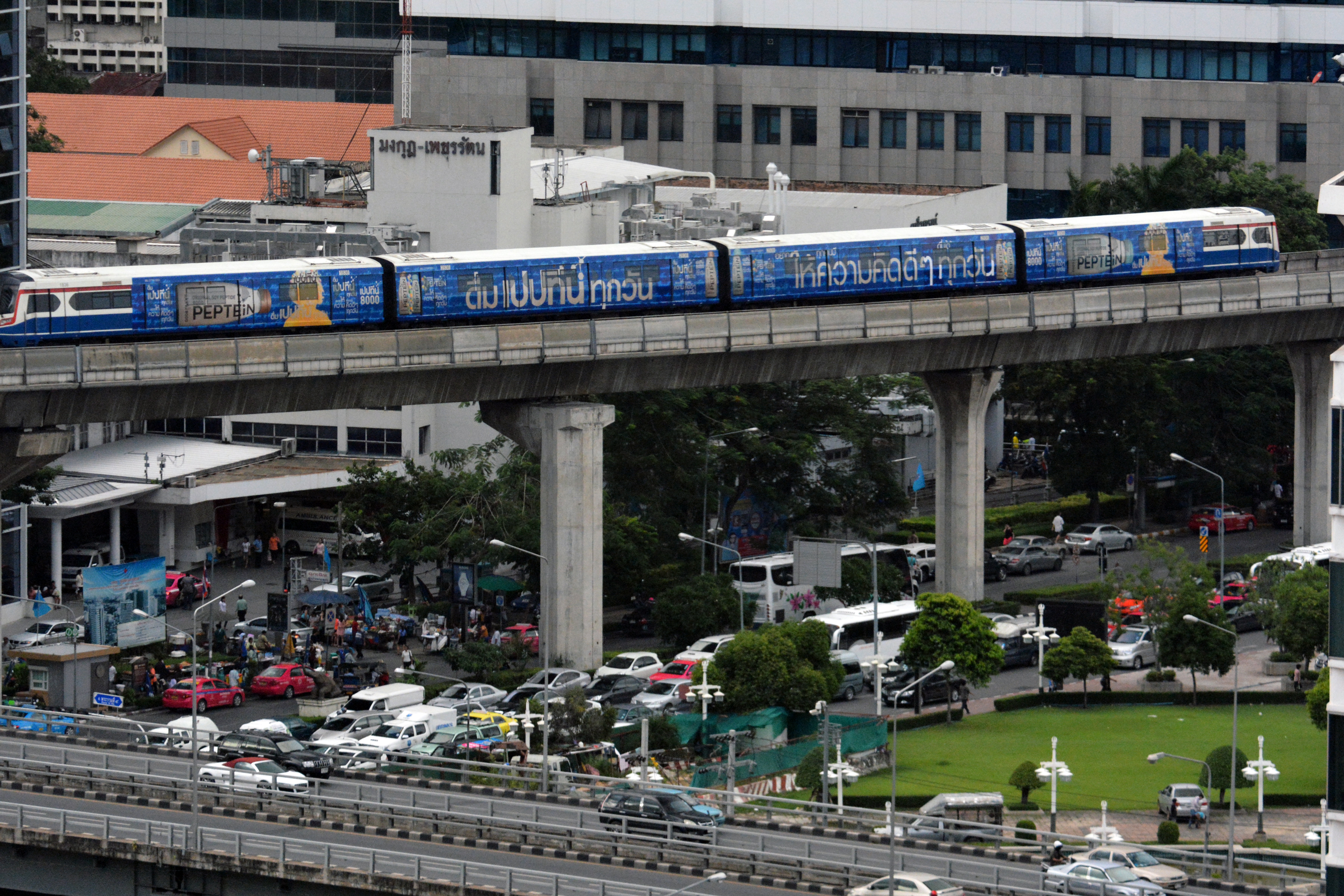
Un tren de la Línea Silom.

| Código | Estación         | Nombre en tailandés | Correspondencias                          | Distrito      | Provincia |
| ------ | ---------------- | ------------------- | ----------------------------------------- | ------------- | --------- |
| W1     | National Stadium | สนามกีฬาแห่งชาติ       |                                           | Pathum Wan    | Bangkok   |
| CEN    | Siam             | สยาม                | Metro Aéreo BTS Sukhumvit                 | Pathum Wan    | Bangkok   |
| S1     | Ratchadamri      | ราชดำริ              |                                           | Lumphini      | Bangkok   |
| S2     | Sala Daeng       | ศาลาแดง             | Metro MRT Línea Azul (estación Si Lom)    | Bang Rak      | Bangkok   |
| S3     | Chong Nonsi      | ช่องนนทรี             |                                           | Bang Rak      | Bangkok   |
| S4     | Saint Louis      | เซนต์หลุยส์            |                                           | Sathon        | Bangkok   |
| S5     | Surasak          | สุรศักดิ์               |                                           | Sathon        | Bangkok   |
| S6     | Saphan Taksin    | สะพานตากสิน          | Chao Phraya Express Boat                  | Sathon        | Bangkok   |
| S7     | Krung Thonburi   | กรุงธนบุรี             | Metro Aéreo BTS Línea Oro                 | Khlong San    | Bangkok   |
| S8     | Wongwian Yai     | วงเวียนใหญ่           | Metro MRT Línea Púrpura                   | Khlong San    | Bangkok   |
| S9     | Pho Nimit        | โพธิ์นิมิตร             |                                           | Thon Buri     | Bangkok   |
| S10    | Talat Phlu       | ตลาดพลู              |                                           | Thon Buri     | Bangkok   |
| S11    | Wutthakat        | วุฒากาศ              | Wutthakat                                 | Chom Thong    | Bangkok   |
| S12    | Bang Wa          | บางหว้า              | Metro MRT Línea Azul Khlong Phasi Charoen | Phasi Charoen | Bangkok   |

#### Línea Oro
La Línea Oro (Gold Line) tiene 3 estaciones operativas (está prevista una ampliación) en un trazado de 1,8 kilómetros en el distrito Khlong San, de Bangkok, y conecta con la Línea Silom del BTS.

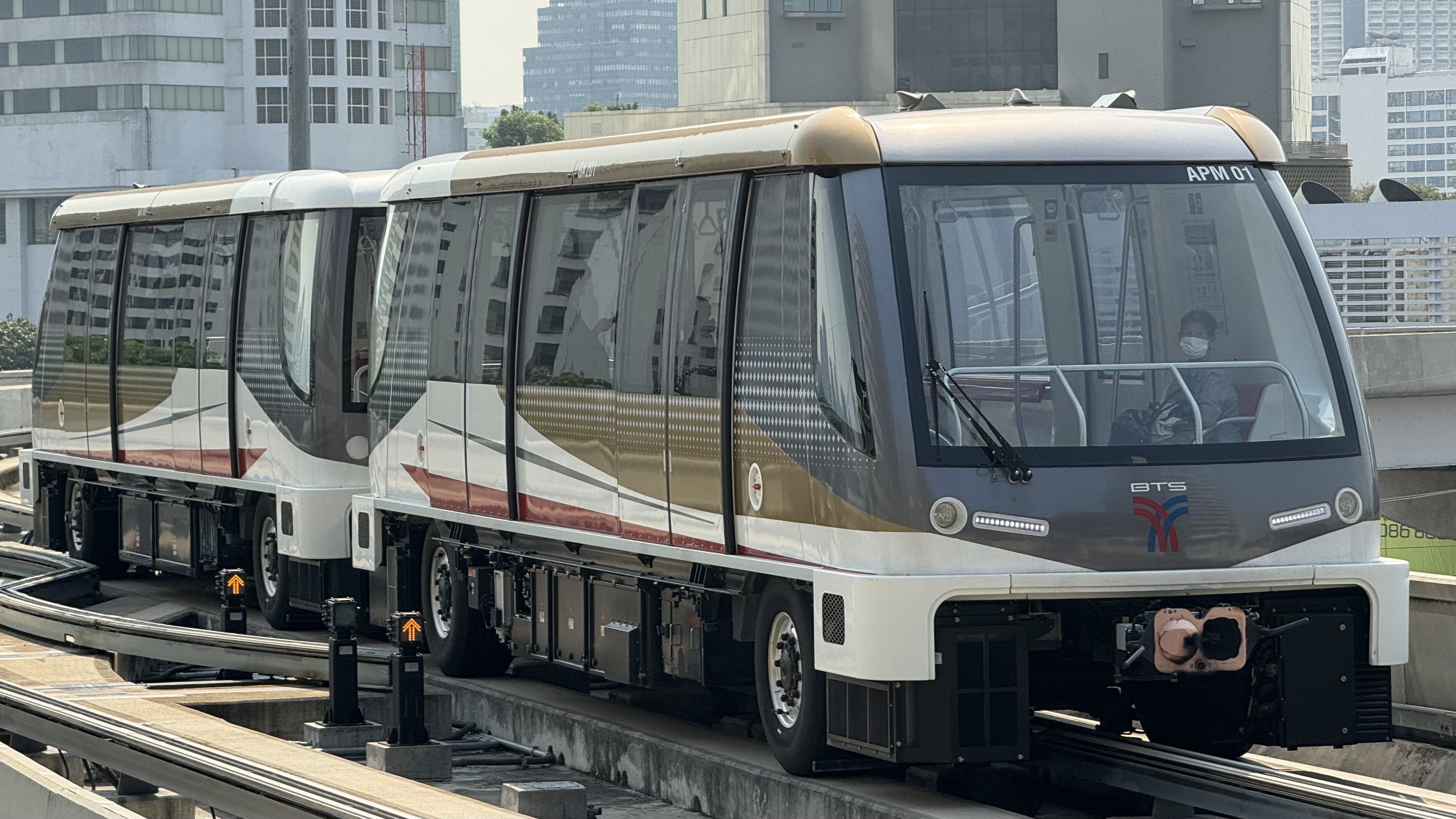
Un Bombardier Innovia APM 300 de la Línea Oro.

| Código | Estación        | Nombre en tailandés | Correspondencias      | Distrito   |
| ------ | --------------- | ------------------- | --------------------- | ---------- |
| G1     | Krung Thon Buri | กรุงธนบุรี             | Metro Aéreo BTS Silom | Khlong San |
| G2     | Charoen Nakhon  | เจริญนคร             |                       | Khlong San |
| G3     | Khlong San      | คลองสาน             |                       | Khlong San |